# Cynthia Dale
Cynthia Dale, all'anagrafe Cynthia Ciurluini (Toronto, 11 agosto 1960) è un'attrice canadese, attiva in campo televisivo, teatrale e cinematografico.

## Biografia
Nata a Toronto, Cynthia Dale cominciò a recitare da bambina e si affermò negli anni settanta e ottanta con una serie di apparizioni televisive e cinematografiche, in particolare nei film Il giorno di San Valentino, Nato per vincere e Stregata dalla luna. È nota soprattutto per aver interpretato Olivia Novak per oltre cento episodi nella serie TV Street Legal, un ruolo che è tornata ad interpretare per sei puntate nel reboot della serie nel 2019.
Cynthia Dale è una prolifica attrice teatrale e ha recitato in numerose opere di prosa e musical a Toronto al Stratford Festival, il più importante festival teatrale del Canada. Qui ha interpretato una vasta gamma di ruoli comici e drammatici, tra cui Bianca ne La bisbetica domata (1997), Maria von Trapp in The Sound of Music (2001), Eliza Doolittle in My Fair Lady (2002), Sarah Brown in Guys and Dolls (2004), Reno Sweeney in Anything Goes (2004), Fosca in Passion (2015) e Charlotte in A Little Night Music (2016). Molto attiva anche sulle scene di Toronto, qui la Dale ha recitato in ruoli principali in musical come Fun Home (2018) e Follies (2020).
È sposata con Peter Mansbridge dal 1998 e l'anno successivo la coppia ha avuto un figlio, William Mansbridge.

## Filmografia parziale

### Cinema
- Il giorno di San Valentino (My Bloody Valentine), regia di George Mihalka (1981)
- Scratch Dance (Heavenly Bodies), regia di Lawrence Dane (1984)
- Nato per vincere (The Boy in Blue) è un film del 1986 diretto da Charles Jarrott.
- Stregata dalla luna (Moonstruck), regia di Norman Jewison (1987)
- Una vita spezzata (A Broken Life), regia di Neil Coombs (2008)

### Televisione
- I Campbell (The Campbells) - serie TV, 2 episodi (1986)
- Disneyland - serie TV, 1 episodio (1987)
- Occhio al superocchio (Seeing Things) - serie TV, 1 episodio (1987)
- Alfred Hitchcock presenta (Alfred Hitchcock Presents) - serie TV, 1 episodio (1987)
- Adderly - serie TV, 1 episodio (1987)
- Street Legal - serie TV, 113 episodi (1988-2019)
- Il camaleonte assassino (The Pretender 2001), regia di Frederick King Keller – film TV (2001)
- The Listener - serie TV, 1 episodio (2011)
- Coroner - serie TV, episodi 4x11-4x12 (2022)

## Doppiatrici italiane
- Renata Bertolas in Street Legal